# Нансен, Петер
Петер Нансен (дат. Peter Nansen; 20 января 1861,  Копенгаген — 31 июля 1918, Мариагер, Дания) — датский писатель

, драматург, журналист и издатель. Видный капиталист, глава крупнейшего датско-норвежского издательства Gyldendal (1896—1916).

## Биография
Сын священника. Выпускник Копенгагенского университета.
В течение двух десятилетий работал редактором и литературным директором издательствав Gyldendal. Находился под сильным влиянием публициста и критика Г. Брандеса.
Его второй женой была актриса Бетти Нансен.
Умер в 1918 году в Мариагере, небольшом городке в центральной части Дании.

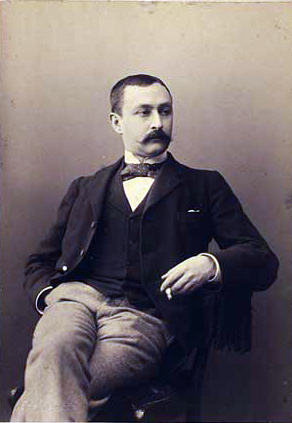
Петер Нансен. 1898 г.

## Творчество
Автор большого количества статей и обзоров на театральные темы, рассказов, натуралистических, любовно-будуарных и исторических романов и повестей.
Его культ минутных настроений, повышенный интерес к эротике соответствовал «запросам» рантьерской буржуазии и буржуазной аристократии, эстетствующих прожигателей жизни, совершенно оторванных от какого бы то ни было участия в производстве. Образы героев, фабула и обстановка для психологических этюдов и новелл взяты им из «большого» столичного света и полусвета. В своё время как апофеоз культа минутных настроений произвела сенсацию его трилогия «Дневник Юлии» (Julies dagbog, 1893), «Мария» (Maria, 1894) и лирико-автобиографическая идиллия «Мир и гладь — божья благодать» (Guds Fred, 1895). Проблеме любви и брака посвящено и его «Замужество Юдифи» (Judits Agteskab, 1898), «Испытание огнем» (Troskabsproeven, 1899) и др.

## Избранные произведения
- Ansigt til Ansigt. (1883)
- Fra et Dødsleje. (1883)
- Kærlighed. (1883)
- Ægypteres Gæstebud (1883)
- En famille (1883)
- Kornmod (1883)
- Aftenvisiter (1883)
- Den sidste. (1883)
- Unge Mennesker (1883)
- Et Hjem (1891)
- Fra Rusaaret (1892; «Student» 1907
- Julie’s Dagbog (1893),
- Maria (1894)
- Guds Fred (1895)
- Judiths Ægteskab (1898)
- Troskabsprøven (1899)
- Brødrene Menthe (1915),
- Livets Lyst (1917),
- Hendes elskede (1918),
- Eventyr om smaa og store
- Portrætter